# (11027) Астафьев
(11027) Астафьев (лат. Astafʹev) — типичный астероид главного пояса, открыт 7 сентября 1986 года советским астрономом Людмилой Черных в Крымской астрофизической обсерватории и 28 марта 2002 года назван в честь советского и российского писателя Виктора Астафьева.

## Обнаружение и именование
(11027) Астафьев
Открыт 7 сентября 1986 года в Крымской астрофизической обсерватории Л. И. Черных.
Виктор Петрович Астафьев (1924—2001) — выдающийся русский писатель.
Оригинальный текст (англ.)11027 Astafʹev
Discovered 1986 Sept. 7 by L. I. Chernykh at the Crimean Astrophysical Observatory.
Victor Petrovich Astafʹev (1924—2001) was a prominent Russian writer.
Источники: DISCOVERY.DB; M.P.C. 45233.

## Орбита

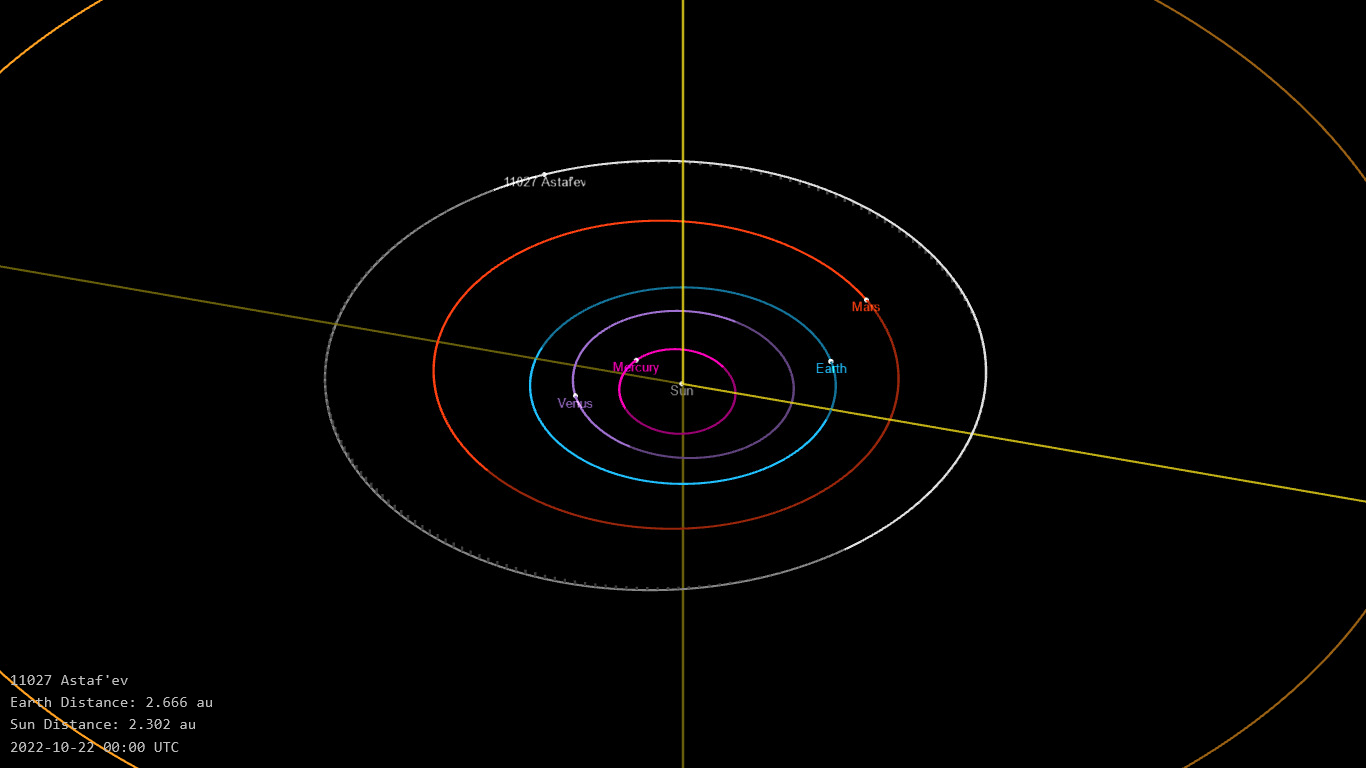
Орбита астероида Астафьев и его положение в Солнечной системе

## Физические характеристики
Астероид относится к таксономическому классу S.
По результатам наблюдений в видимом и ближнем инфракрасном диапазоне космического телескопа NEOWISE диаметр астероида оценивается равным 2,776±0,548 км. Согласно тем же источникам альбедо оценивается как 0,3312±0,1414 и 0,331±0,141.